# Albi (Francia)
Albi è un comune francese di 51 064 abitanti, capoluogo del dipartimento del Tarn, nella regione dell'Occitania. È situato sul fiume Tarn.
La città venne fondata dall'Impero romano, ed era nota come Albiga. Gli Albigesi, eretici del XII e XIII secolo, presero il nome da questa città.
Tra i principali monumenti della città sono da citare la Basilica di Santa Cecilia, che è tra le più grandi costruzioni in soli mattoni del mondo, il Palazzo della Berbie risalente al Medioevo, la collegiale Saint-Salvi (romanica) e il Ponte Vecchio (Pont Vieux) ancor oggi utilizzato dopo un millennio dalla sua costruzione; il centro storico della città è stato inserito nel 2010 nella lista dei patrimoni dell'umanità dell'UNESCO.
Albi è la città natale del pittore Henri de Toulouse-Lautrec ed ospita un museo a lui dedicato, posto all'interno del Palazzo della Berbie.

## Storia

### Preistoria e storia antica
Già insediamento dei Ruteni (IV secolo a.C.) e poi di altre tribù celtiche, vide giungere i Romani all'inizio del I secolo a.C. Grazie alla navigabilità del fiume Tarn, che ha inizio proprio poco a monte della città (cascata di Sabo), divenne presto un centro commerciale di smistamento prodotti agricoli, artigianali e minerari. Elevata a sede vescovile all'inizio del V secolo (il primo vescovo fu Diogene o Diogeniano),

### Il medioevo

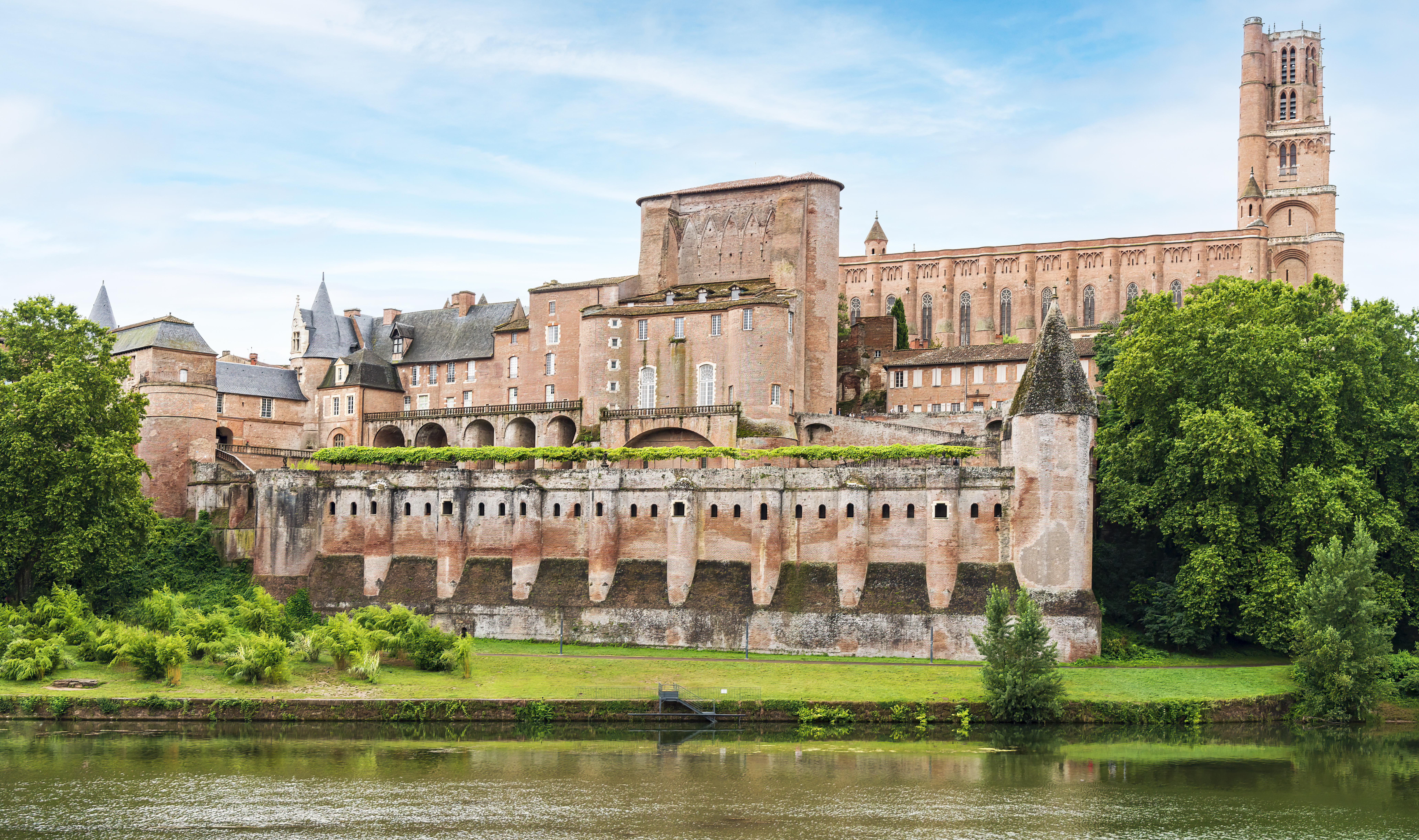
La cattedrale di Albi e le rive del Tarn.

Nel 418 i Visigoti invasero la regione prendendone il controllo, poi, nel 507 furono sostituiti dai Franchi. Il duca Desiderio la sottomise temporaneamente alla tutela di Chilperico I. I Franchi recuperarono la regione durante il regno di Clotario II. Nel luglio del 666 un grande incendio distrusse la città.
A metà dell'VIII secolo fu occupata, con il suo circondario, da Pipino il Breve per poi divenire capoluogo di contea sotto Carlomagno.
Intorno al 1035 fu costruito il ponte sul Tarn (allora abbastanza largo solo per pedoni e cavalieri) poi allargato nel 1655, oggi ancora utilizzato e detto Pont Vieux (Ponte vecchio, affiancato poi da un secondo ponte nel periodo del secondo impero).
In quel periodo divenne di fatto feudo della famiglia Trencavel, signori di Ambialet,
Fra il XII ed il XIII secolo si sviluppava in Albi l'eresia càtara, i cui seguaci furono indicati come albigesi proprio dal nome della città. L'eresia venne estirpata con le armi. A seguito delle battaglie contro gli albigesi e l'intervento della corona di Francia, quest'ultima annetté Albi ed il suo territorio, insieme a Carcassonne e Béziers (1226).
Nel 1277 il vescovo Bernard de Castanet, in accordo con il capitolo dei canonici, decise di costruire una nuova cattedrale. I lavori per la costruzione della nuova cattedrale di Santa Cecilia iniziarono quattro anni dopo (15 agosto 1281). Intanto veniva eretta la sede del vescovado (curia), il fortificato Palais de la Berbie (Palazzo della Berbie)

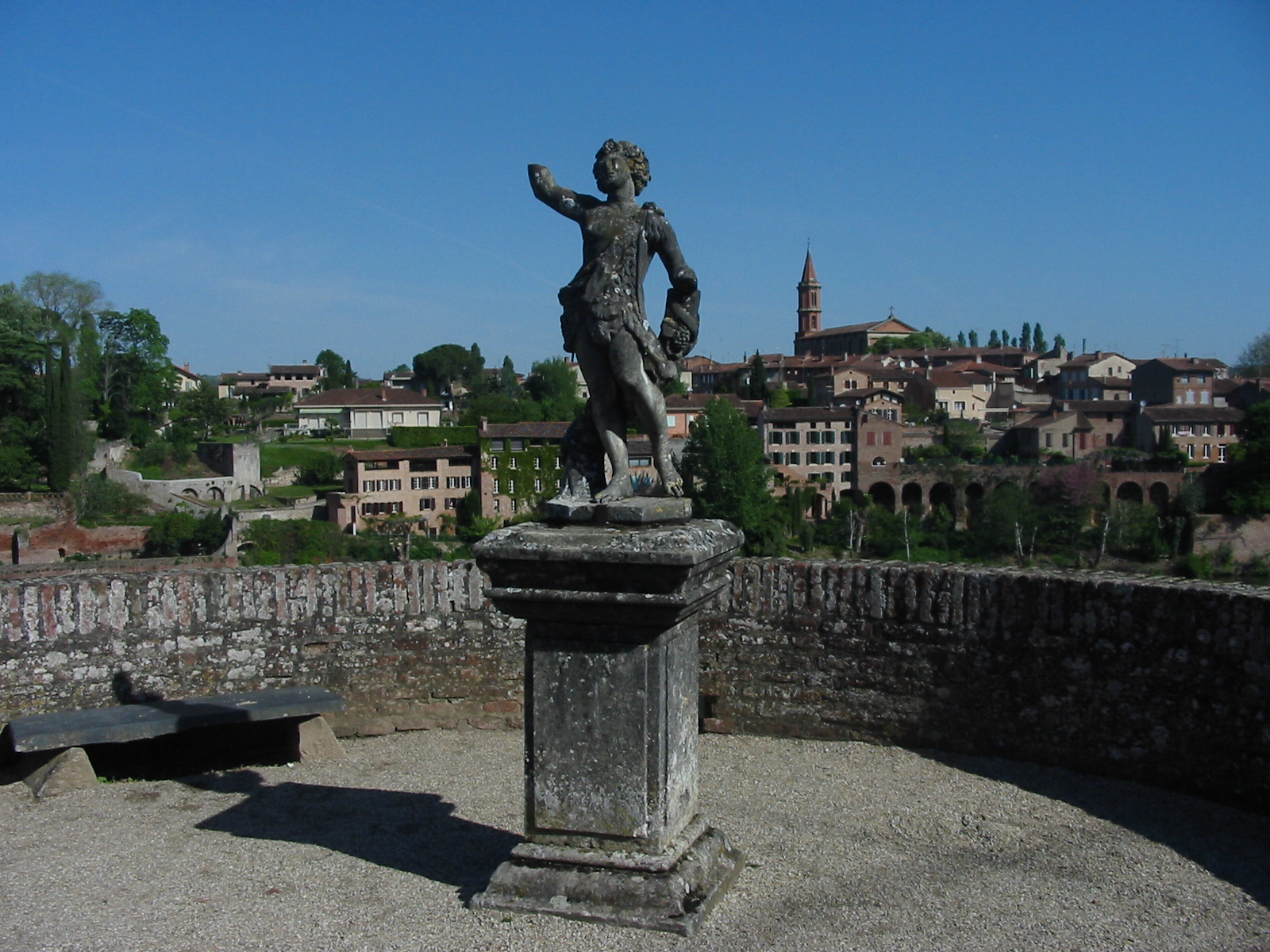
Statua al palazzo de la Berbie

La città divenne quindi un centro culturale, oltre che commerciale, grazie anche al suo centro scrittorio.
Nel XIV secolo la città fu divisa in quartieri circondati da mura, il Ponte vecchio fu fortificato con un ponte levatoio alle due estremità e fu sormontato da una cappella dedicata alla Vergine. Nei sobborghi sorsero mulini e tintorie..
La coltivazione nei dintorni del guado, una pianta dalla quale si ricava un pigmento azzurro, fu fonte di grande prosperità per la città.
Numerosi borghesi diventano ricchi ed influenti nella vita della città. È l'epoca della costruzione di numerose case e palazzi particolari ancora visibili oggi nelle sue vie: la casa Enjalbert, il palazzo Gorsse e il palazzo de Reynès sono esempi dell'architettura di quel tempo, caratterizzata dall'uso esclusivo del mattone per i muri e della pietra per gli aggetti e le cornici di porte e finestre.

### L'Età moderna
Nel 1474 Luigi I d'Amboise, già ambasciatore a Roma e consigliere di Luigi XI, fu nominato vescovo di Albi e luogotenente generale delle province di Linguadoca. Si installò allora ad Albi, Neumeister, un mastro tipografo di Magonza, allievo di Gutenberg. Si trattò di uno dei primi stabilimenti tipografici di Francia dopo quelli di Parigi e Lione.
Nel XVI secolo le guerre di religione e l'arrivo del calvinismo verso il 1540 furono fonti di grandi turbolenze. Il 9 maggio 1561 la reggente in nome di Carlo di Valois, Caterina de' Medici, nominò il cardinale Lorenzo Strozzi amministratore apostolico della diocesi di Albi, incaricandolo di difendere la città dalle incursioni protestanti. Anche ad Albi, il 5 ottobre 1572, si ebbe una specie di notte di San Bartolomeo, che fu per altro piuttosto un sanguinoso regolamento di conti. Albi aderì alla Lega cattolica e nel 1593 gli Stati della Lega si riunirono sotto la presidenza del principe di Joyeuse. Il Palazzo di Berbie divenne una fortezza fino al 1598 allorché la Lega cattolica si sciolse con la conversione di Enrico III di Navarra al cattolicesimo e la sua ascesa al trono di Francia con il nome di Enrico IV.
Il XVII secolo vide il declino della prosperità economica di Albi, causa anche alla concorrenza che l'indaco faceva al guado. Tuttavia il 3 ottobre 1678 la diocesi di Albi venne elevata al rango di archidiocesi.

### La Rivoluzione Francese ed il XIX secolo
L'avvento della Rivoluzione francese nel 1789 vide la città in notevoli difficoltà economiche. Essa perse il ruolo di un tempo a favore della città vicina di Castres, divenuta il capoluogo del nuovo dipartimento del Tarn nel 1790, ma ridivenne capoluogo sette anni dopo. Intanto i beni ecclesiastici furono venduti all'asta ed il convento dei carmelitani divenne l'attuale Palazzo di giustizia mentre quello dei cappuccini fu trasformato in un carcere. Il Palazzo di Berbie divenne sede dell'amministrazione dipartimentale e rimase tale fino al 1823.

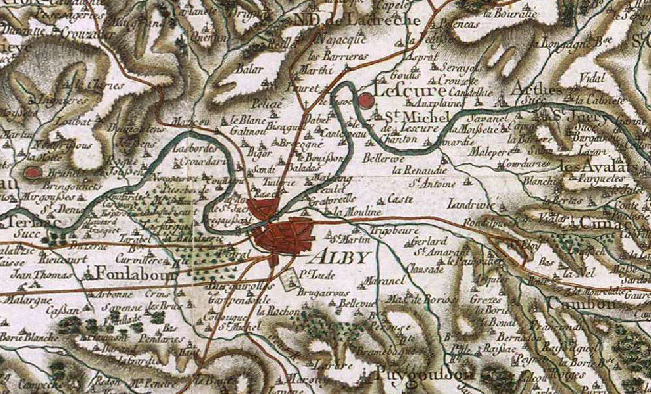
Carta di Cassini d'Albi nel 1780

Nel XVIII secolo il marchese di Solages, signore di Carmaux, tentò una delle prime estrazioni industriali del minerale di carbone in Francia ed ottenne l'autorizzazione a costruire una linea ferrata con mezzi ippotrainati: nacque così il nuovo sobborgo de La Madeleine.
La ferrovia vera e propria giunse ad Albi nel 1864. Venne costruito sul fiume Tarn un viadotto ferroviario ed un nuovo ponte stradale. Furono eretti impianti siderurgici e fonderie specializzate ma l'attività più nota divenne quella delle vetrerie (la prima fu fondata nel 1896 come cooperativa operaia grazie all'aiuto di Jean Jaurès). Albi divenne anche famosa nel XIX secolo per le sue fabbriche di cappelli, tra le prime di Francia.

## Cantoni
La città è suddivisa amministrativamente in 4 cantoni:
- Albi-1
- Albi-2
- Albi-3
- Albi-4

## Infrastrutture e trasporti

### Ferrovie
La stazione ferroviaria principale della città è la Stazione di Albi-Ville.

## Società

### Evoluzione demografica
Abitanti censiti

## Amministrazione

### Gemellaggi
- Gerona
- Palo Alto